# Heteromys oresterus
Heteromys oresterus és una espècie de mamífer rosegador de la família dels heteròmids. És endèmica de la part costa-riquenya de la serralada de Talamanca, on viu a altituds d'entre 1.800 i 2.600 msnm. Els seus hàbitats naturals són les rouredes humides de montà amb molts arbres caiguts i els boscos secundaris. És una espècie en risc mínim, és a dir, no sembla que hi hagi cap amenaça significativa per a la seva supervivència.